# Dmitri Nikolajevitsj Talantov
Dmitri Nikolajevitsj Talantov (Russisch: Дмитрий Николаевич Талантов (wetenschappelijke vertaling: Dmitrij Nikolaevič Talantov (Izjevsk, 29 december 1960) is een Russisch advocaat, specialist in strafrecht en strafprocesrecht, advocaat en voormalig. Voorzitter van de Orde van Advocaten van de Oedmoertse Republiek van de Russische Federatie. Hij is de eerste Russische advocaat die is veroordeeld op grond van artikel 207.3 van het Wetboek van Strafrecht van de Russische Federatie (het bewust verspreiden van valse informatie over de acties van het leger van de Russische Federatie ). Hij werd ervan beschuldigd een Facebookbericht te hebben geplaatst over de acties van het Russische leger in de Oekraïense steden Charkov, Marioepol, Irpen en Bucha .  Talantov werd veroordeeld tot zeven jaar gevangenisstraf.  Het strafproces tegen Dmitry Talantov werd breed uitgemeten in de media.    Het Memorial Human Rights Centre erkende Talantov als politiek gevangene. Amnesty International erkende hem als een ‘gewetensgevangene’.

## Biografie
Dmitri Talantov werd geboren in 1960 en studeerde af aan een technische hogeschool voor wiskunde en vervolgens aan de Universiteit van Oedmoert, waar hij een graad in de rechten behaalde. Hij begon zijn carrière als advocaat in de jaren tachtig, werkte eind jaren tachtig enkele jaren als rechter en keerde daarna terug naar de advocatuur.  Sinds 2002 is hij voorzitter van de Orde van Advocaten van de Oedmoertse Republiek. In augustus 2021 vertegenwoordigde hij de journalist Ivan Safronov, die werd beschuldigd van verraad nadat Safronovs voormalige advocaat, mensenrechtenactivist en advocaat Ivan Pavlov, werd lastiggevallen en onder andere werd bedreigd met beroepsuitsluiting vanwege zijn werk voor de mensenrechten. 
Talantov is getrouwd en woont in Izjevsk, in de Republiek Oedmoertië; zijn vrouw Olga is advocaat. 

## Artikel 207.3 van het Wetboek van Strafrecht van de Russische Federatie
De strafrechtelijke aansprakelijkheid voor zogenaamde vervalsingen over het Russische leger werd ingevoerd tegen de achtergrond van de Russische gewapende inval in Oekraïne in 2022.
Artikel 207.3 De openbare verspreiding van willens en wetens valse informatie over het gebruik van de strijdkrachten van de Russische Federatie, de uitoefening van de bevoegdheden van staatsorganen van de Russische Federatie, het verlenen van hulp door vrijwilligersverenigingen, organisaties of individuen bij de uitvoering van taken die zijn toegewezen aan de strijdkrachten van de Russische Federatie of de troepen van de Nationale Garde van de Russische Federatie,  ingevoerd door de federale wet van 04.03.2022 N 32-FZ,  is van kracht zoals gewijzigd door de federale wetten van 25.03.2022 N 63-FZ, 18.03.2023 N 58-FZ, 25.12.2023 N 641-FZ, dat wil zeggen dat het twee keer is gewijzigd in het eerste jaar na de goedkeuring ervan. 

## Inhoud van de belastende verklaringen van Talantov
Talantov plaatste een foto op Facebook van een man die een bord vasthield met de tekst " Vrede voor Oekraïne - Voor Rusland : Verantwoording, Verschrikking, Schaamte, Boete - Voor Poetin: De Hel" op het Rode Plein in Moskou. Talantow voorzag het van de volgende tekst  :
En hoe kan het anders zijn na de foto's en video's uit Charkiv, Mariupol, Irpen en Boetsja???? Dit is geen fascisme meer – dit zijn extreme nazistische praktijken! Als de meerderheid van mijn landgenoten daarna de moordenaar Pu en zijn bende steunt, weiger ik hen als menselijke wezens te erkennen. Mensen zijn begiftigd met medeleven. En deze mensen zijn gewoon dommer en slechter uitschot.

## Aanklacht tegen Dmitri Talantov
De vervolging begon nadat blogger Roman Skomorokhov op 12 april screenshots van Talantovs Facebookberichten op de website Voennoe Obozrenie plaatste en aankondigde dat hij zou eisen dat Talantov gestraft zou worden door de procureur-generaal en de FSB- afdeling van Oedmoertië. Eerder was Talantov aangeklaagd wegens een administratieve overtreding omdat hij de Russische strijdkrachten in diskrediet had gebracht, vanwege een bericht waarin hij had geschreven dat er geen plaats was voor voorstanders van de oorlog in de Orde van Advocaten.  De procedure werd gestart naar aanleiding van een klacht ingediend door advocate Violetta Volkova. 

## Aanklacht en proces op grond van artikel 207.3
Het Openbaar Ministerie eiste een gevangenisstraf van twaalf jaar tegen Talantov wegens overtreding van artikel 207.3 en andere overtredingen van het Wetboek van Strafrecht. 

Talantov werd ervan beschuldigd informatie te hebben verspreid die in tegenspraak was met de officiële verklaringen van het Ministerie van Defensie van de Russische Federatie. Zoals de verdediging aanvoerde, waren er ten tijde van Talantovs Facebookberichten echter nog geen dergelijke uitspraken openbaar gemaakt. Talantov heeft hierover tijdens de rechtszitting een verklaring afgelegd. 
Hoe had ik bewust onjuiste, discrediterende uitspraken kunnen doen die niet overeenkomen met de informatie van het ministerie van Defensie, als de standpunten van het ministerie van Defensie nog niet waren gepubliceerd? Ze zijn voorzien van een tijdstempel. Wat betekent dat?
Hij heeft in het strafproces verklaard dat geen van zijn teksten waarvoor hij strafrechtelijk aansprakelijk werd gesteld enige (en dus geen valse) informatie bevatte over de inzet van Russische strijdkrachten op het grondgebied van Oekraïne. 
Talantov werd veroordeeld tot zeven jaar gevangenisstraf voor verschillende Facebookberichten. 

## Impact op de juridische professie in Rusland
Rechter Sergej Khomjakov rechtvaardigde het arrestatiebevel tegen Talantov door te stellen dat hij advocaat was en daarom de fijne kneepjes van het rechtshandhavingssysteem kende.    Dankzij zijn ervaring als advocaat kon hij “zijn criminele activiteiten voortzetten” of onderduiken. Dit heeft in Rusland een precedent geschapen waarin staat dat het beroep van advocaat een van de extra redenen is om te kiezen voor een preventieve maatregel zoals arrestatie in plaats van een niet-vrijheidsbenemende maatregel, omdat voor het beroep van advocaat kennis van het rechtshandhavingssysteem vereist is.

## Campagne ter ondersteuning van Dmitry Talantov
De speciale VN -rapporteur voor de mensenrechten in de Russische Federatie, Mariana Katzarova, riep op tot vrijspraak van Talantov. Ze benadrukte dat hij onmiddellijk moest worden vrijgelaten en dat alle aanklachten tegen hem moesten worden ingetrokken, omdat de geweldloze uiting van iemands mening of verzet tegen oorlog wordt beschermd door internationaal gewaarborgde mensenrechten. De criminalisering van dergelijke handelingen in Rusland, waarvan het enige doel is om afwijkende meningen het zwijgen op te leggen, moet daarom dringend worden ingetrokken.
Soortgelijke eisen zijn gesteld door het Europees Parlement ,  de International Association of Russian Advocates,  de Russische Helsinki Group ,  en Amnesty International .  De International Bar Association (IBA) heeft ook een verklaring uitgegeven waarin wordt opgeroepen tot de onmiddellijke vrijlating van Talantov.   De Pet Shop Boys eisten ook de vrijlating van Talantov. 

## Individuele referenties
1. 1 2  Angebliche Verbreitung von »Falschinformationen«: Anwalt Dmitri Talantow zu Gefängnisstrafe verurteilt (29 november 2024).
2. ↑  Russian lawyer who defended critics of Ukraine war jailed for seven years (28 november 2024).
3. ↑  Russia jails lawyer for criticising Ukraine campaign (28 november 2024).
4. ↑  In Russia, lawyers are caught in the Kremlin's crosshairs (27 april 2023).
5. ↑  Защищавшего Ивана Сафронова адвоката отправили в СИЗО за пост о Буче и Ирпене.
6. ↑  Адвокат подозреваемого в госизмене Ивана Сафронова задержан по закону о "военных фейках".